# 52 Європа
52 Європа — астероїд головного поясу, відкритий 4 лютого 1858 року.
Тіссеранів параметр щодо Юпітера — 3,201.